# Sarah Milkovich
Sarah Milkovich   () és la cap les operacions científiques de l'astromòbil Mars 2020 al Jet Propulsion Laboratory (JPL). Va ser investigadora científica de la càmera HiRISE del Mars Reconnaissance Orbiter.

## Estudis
Milkovich va créixer a Ithaca (Nova York). Aquí es va interessar per l'astronomia veient especials de televisió sobre naus espacials de Nova i PBS, durant les vacances al nord de Minnesota. Solia veure la pluja de meteors dels perseids amb els seus pares.
Milkovich va assistir a l'Acadèmia Phillips Exeter, de la qual es va graduar el 1996. Quan era estudiant de secundària, va treballar com a becària a la nau espacial NEAR Shoemaker. Va obtenir una llicenciatura en ciències planetàries a l'Institut Tecnològic de Califòrnia l'any 2000. Es va traslladar a la Universitat Brown, on va obtenir un màster i un doctorat en geologia planetària el 2005.

## Carrera professional
Milkovich es va unir al Jet Propulsion Laboratory (JPL) de la NASA després de completar el seu doctorat. Allà ha treballat a la sonda espacial de descens Mars Phoenix, a la missió Cassini-Huygens, i al Mars Reconnaissance Orbiter.
El seu primer astromòbil va ser Curiosity, del qual va ser responsable de la imatge d'alta resolució mitjançant HiRISE. Estava molt orgullosa de la imatge del paracaigudes del Mars Science Laboratory del descens del Curiosity. HiRISE va permetre a Milkovich i als científics escollir per torns on prendre les imatges i va rebre suggeriments del públic. Va aparèixer al canal de televisió C-SPAN representant la NASA per parlar sobre els desenvolupaments del Curiosity.
Milkovich és l'enginyera principal de sistemes científics de l'astromòbil Mars 2020 del Jet Propulsion Laboratory. Es calcula que l'astromòbil va costar 2.000 milions de dòlars.
Apareix regularment a podcasts i vídeos de ciència en línia. Visita escoles i fa xerrades públiques per inspirar la propera generació de científics i enginyers. Ha estat una ponent principal a Dragon Con el 2016 i el 2018.